# Tanama
Tanama (rusky Танама) je řeka v Krasnojarském kraji a na hranici Ťumeňské oblasti v Rusku. Je 521 km dlouhá. Povodí má rozlohu 23 100 km².

## Průběh toku
Protéká bažinatou nížinou a nedaleko ústí se rozděluje na několik ramen. Ústí do levého ramene Jeniseje, jež se nazývá Děrjabinský Jenisej.

## Vodní režim
Zdroj vody je sněhový a dešťový. Nejvyššího vodního stavu dosahuje v červnu a v červenci, zatímco v zimě hladina výrazně klesá.